# Lemma di Riesz
In matematica, in particolare in analisi funzionale, il lemma di Riesz specifica le condizioni che garantiscono che un sottospazio vettoriale di uno spazio vettoriale normato sia denso. Il lemma è dovuto a Frigyes Riesz.

## Il teorema
Sia {\displaystyle X} uno spazio vettoriale normato con norma {\displaystyle \|\cdot \|}, sia {\displaystyle Y} un sottospazio chiuso proprio di {\displaystyle X}. Sia {\displaystyle r\in (0,1)}, allora esiste {\displaystyle x} in {\displaystyle X} di norma unitaria tale che {\displaystyle d(x,Y)>r\ }dove la distanza tra un elemento {\displaystyle x} e {\displaystyle Y} è definita nel seguente modo:
{\displaystyle d(x,Y)=\inf _{y\in Y}|x-y|\ }.
Il lemma di Riesz consente pertanto di mostrare se uno spazio vettoriale normato ha dimensione infinita o finita. In particolare, se la sfera unitaria chiusa è compatta allora lo spazio ha dimensione finita.